# Thomas Ferenczi
 (avril 2021).
Si vous disposez d'ouvrages ou d'articles de référence ou si vous connaissez des sites web de qualité traitant du thème abordé ici, merci de compléter l'article en donnant les références utiles à sa vérifiabilité et en les liant à la section « Notes et références ».
Pour les articles homonymes, voir Ferenczi.
Thomas Ferenczi, né en 1944 à Alger, est un journaliste français.

## Biographie
Il est le frère du journaliste Aurélien Ferenczi.
Admis à l'École normale supérieure en 1963 et agrégé de lettres classiques, Thomas Ferenczi est entré à la rédaction du Monde en 1971, où il a rempli successivement plusieurs fonctions : journaliste au service politique, chef adjoint du service culturel, correspondant à Moscou, directeur de la rédaction, responsable du supplément « Radio-Télévision », critique au « Monde des livres », chef du service politique, rédacteur en chef et direction-adjoint de la rédaction. Succédant à André Laurens, il a été médiateur du Monde de 1996 à 1998, avant Robert Solé. Membre du bureau européen, il est depuis janvier 2003 correspondant à Bruxelles. Il appartient par ailleurs au comité scientifique de la Société pour l'histoire des médias.

## Ouvrages
- 1981 : Le Prince au miroir, essai sur l'ordre giscardien, Albin Michel.
- 1988 : Chronique du septennat, 1981-1988, La Manufacture,  (ISBN 2737700884)
- 1993 : L'Invention du journalisme en France, naissance de la presse moderne à la fin du XIXe siècle, Paris, Plon.
- 2002 : (Sous la direction de) : Devoir de mémoire, droit à l’oubli ?, éditions Complexe,  (ISBN 2-87027-941-8)[1].
- 2004 : L'Europe, J'ai lu,  (ISBN 2290341630)
- 2005 : Le Journalisme, PUF,  (ISBN 2130539734).
- 2006 : Ils l'ont tué : l'affaire Salengro, Omnibus,  (ISBN 2259003605)
- 2008 : Pourquoi l'Europe ?, André Versaille éditeur.